# D Smoke
Daniel Anthony Farris (Inglewood, California, 17 de octubre de 1985), conocido profesionalmente como D Smoke, es un rapero y compositor estadounidense de Inglewood, California. Obtuvo atención después de ganar la primera temporada del programa de competencia musical de Netflix Rhythm + Flow en el 2019. Al año siguiente, lanzó de forma independiente su álbum debut Black Habits, que le valió nominaciones a Mejor Álbum de Rap y Mejor Artista Nuevo en la 63ª edición anual de los Premios Grammy.

## Carrera
Farris creció en una familia de músicos con su madre, sus hermanos y su prima cantantes de góspel en Inglewood, California. Su madre era corista de Tina Turner. Su hermano SiR tiene contrato con Top Dawg Entertainment. En 2006, fundó un grupo de composición llamado WoodWorks con sus hermanos y su prima Tiffany Gouché, quien escribió canciones para Ginuwine y The Pussycat Dolls, y se le atribuye haber coescrito "Never" de Jaheim. También formó parte de un trío musical con su hermano llamado N3D. El 9 de mayo de 2006 lanzó su primer álbum llamado Producer of the Year. En 2015, apareció en el álbum independiente de SiR, Seven Sundays, con la canción "You Ain't Ready".
En 2019, Farris participó en el programa de competencia de Netflix Rhythm + Flow y fue nombrado ganador inaugural de la serie de tres semanas. El 24 de octubre lanzó su EP debut Inglewood High, un proyecto de 7 pistas que incluye la colaboración de Gouché. HipHopDX le dio al EP una crítica positiva, diciendo que podía "utilizar múltiples flujos, ofrecer una narración introspectiva, podía rapear en español increíblemente bien y tenía oído para la calidad". Actuó en los Soul Train Music Awards de 2019 con SiR. También apareció en el álbum Born 2 Rap de The Game con la canción "Cross on Jesus Back".
Más tarde, D Smoke apareció como él mismo en la serie Bel-Air de Peacock, en el episodio "PA to LA", basado en The Fresh Prince of Bel-Air.

## Vida personal
Farris se graduó de Universidad de California en Los Ángeles (UCLA) y fue profesor de español y teoría musical en Inglewood High School.

## Discografía
- 2006: Producer of the Year
- 2020: Black Habits
- 2021: War & Wonders[13]